# Кухня корінних американців
Кухня індіанців — зародилася ще в доколоніальний період і до теперішнього часу зберігає своєрідність. Хоча заснована вона на продуктах, поширених в Америці ще в доколумбову епоху, в неї з часом проникли і деякі європейські інгредієнти (наприклад, пшениця). Деякі страви грали ритуальну роль: наприклад, смажений хліб був традиційної приналежністю пау-вау.
Значна кількість індіанських страв зберігається в традиційних кухнях країн Латинської Америки. Деякі страви індіанців, що вийшли з ужитку, можна відновити за звітами європейських колонізаторів.
З іншого боку, завдяки Колумбово обміну в кухню європейських народів, США і Канади проникли такі традиційні для індіанської кухні елементи, як кукурудзяний хліб, індичка, журавлина, чорниця, кукурудзяна каша та кукурудзяна крупа.
Найдавнішими продуктами, які культивували індіанці по всьому американському континенту, були «три сестри» — кукурудза, гарбуз та боби.
Сучасна кухня індіанців виключно різноманітна, оскільки самі індіанці представляють собою безліч не пов'язаних один з одним мовних сімей. Характерним для неї, проте, залишається використання тих продуктів, які існували на території Америки до приходу європейців, в тому числі м'ясо місцевої дичини та одомашнених тварин. Північноамериканська кухня відносно проста і рідко використовує прянощі (зазвичай — ялівець, дикий імбир, салат-латук), чим відрізняється від центрально- і південноамериканської, де поширені гострі страви.

## Кухня індіанців Північної Америки
Сільське господарство індіанців Північної Америки, які проживають в Східному Вудленді, було засновано на «трьох сестрах» (кукурудза, боби та гарбуз). Крім того, були поширені місцевий сорт кіноа, різні види амаранту, верба, ячмінь, травнева трава (maygrass) та соняшник.
У північно-західній частині сучасних США кухня була особливо різноманітна: зокрема, там вживали в їжу лососевих та інші види риб, морепродукти, гриби та ягоди, а також інші продукти. Місцеві племена займалися полюванням та збиранням і в зв'язку з великою кількістю природних ресурсів не займалися сільським господарством. На території сучасної Каліфорнії жолуді розмелюють на борошно, на яку припадало до 75 % місцевого раціону, а в сухий сезон готувалося в'ялене м'ясо.
Деякі характерні страви північноамериканських індіанців:
- Кукурудзяний хліб
- Нокаке — алгонкінські кукурудзяні коржі
- Смажений хліб — заснований на інгредієнтах, які поширюються серед індіанців у резерваціях, є традиційним для обрядів пау-вау.
- Бобовий хліб, виготовляється з кукурудзяного борошна і бобів; популярний в племені черокі
- Чорний напій або «асф» — церемоніальний напій південного сходу США, виготовляється з листів рослини Ilex vomitoria (падуб чайний, yaupon holly)
- Суккоташ, складається з трьох компонентів: боби «ліма», томати та кукурудза
- Пеммікан — концентрований продукт, що складається з висушеного і розтертого в порошок м'яса, сушених ягід і жиру
- Псиндамоакан — їжа мисливців племені ленапе, виготовляється з злегка підсмаженого кукурудзяного борошна з кленовим цукром
- Тушкований пташиний мозок — страва племені крі  [Архівовано 19 листопада 2018 у Wayback Machine.]
- Тушковане м'ясо буйвола — страва племені лакота, також називається Tanka-me-a-lo  [Архівовано 4 грудня 2018 у Wayback Machine.]
- Суфле з жолудів — страва народу мівок  [Архівовано 13 вересня 2018 у Wayback Machine.]
- Воджапе (вохапе) — пудинг індіанців рівнини (центральна частина США) з розім'ятих варених ягід
- Джеркі — спосіб приготування в'яленого та/або копченого м'яса, як ссавців, так і лососевих
- Піки (хліб) — страва народу хопі
- Green chili stew — тушкований зелений перець чилі
- Mutton stew — тушкована ягнятина, страва народу  навахо
- Хліб пуебло

### Страви інуїтів (ескімосів)
- Суп з плавників моржа, страва ескімосів.
- Смердюча риба — страва ескімосів з сушеної риби, яка закопується на певний час, і вживається в їжу після «дозрівання». Аналогічна страва існує у народів Скандинавії.
- Солоний лосось -страва ескімосів, лосось замочується на кілька місяців в сильно концентрованій солоній воді, поки не просочується сіллю.
- Акутак, або «морозиво ескімосів» — виготовляється з жиру і м'яса оленя-карибу або лося, а також ягід, тюленячого жиру, іноді риби. Всі компоненти збиваються і змішуються зі снігом або водою.

## Карибська кухня
У цьому регіоні представлені культури араваків, карибів та сібонеїв. Першими з Колумбом зустрілися таїно, мешканці Великих Антил. До контакту з європейцями ці народи займалися примітивним сільським господарством і збиранням, полюванням та рибальством. Таїно культивували касаву, батат, кукурудзу, боби, гарбуз, ананас, арахіс та перець. В наш час таїно та ряд інших карибських народів зникли, проте їх спадщина збереглося.
- Барбакоа, від якого походить назва страви барбекю — метод повільного смаження м'яса над колодязем з вогнем
- Джеркі або чарки — ямайське пряне сушене м'ясо, походить від народності таїно на Ямайці. На м'ясо наносився шар меленого ямайського перцю, шотландського перцю та, за смаком, інших прянощів, після чого м'ясо коптилося над вогнем або над димом від деревного вугілля.
- Касабе — коржик з кореня юки. Ця страва була широко поширена в доколумбових Карибах та Амазонії.
- Гуаніме — пуерториканська страва, що нагадує тамале (див. нижче).
- Фунче або фунхі — кукурудзяна каша, традиційна для Пуерто-Рико.

Фрукти на Карибах — як відомі європейцям манго, ананаси, папая та кокоси, так і незнайомі аннона (гуанабана), акі, мушмула, саподіла та углі — вживаються і в сирому вигляді, і в якості інгредієнтів для приготування напоїв та десертів. Банани ж тут головним чином овочеві, і їх використовують на зразок картоплі в Європі.
З риби на Карибських островах популярні кефаль, тунець, м'ясо дельфіна або акули, трахіноти, ваху, люціана та апуку. Користуючись морськими дарами, місцеві мешканці готують солону тріску, мідії в кокосовому соусі, запечену скумбрію, салат з креветками, суп з черепахи, стейки з риби-меч, фаршировані крабові спинки.
Як приправи використовують оцет, сік лайма, гірчицю, томатну пасту, сіль та цукор, каррі, різні варіанти перцю (особливо гаряче тут люблять чилі), мускат, чебрець, гвоздику та імбир. У соуси і маринади додають сметану, кокосове молоко, ром та йогурти.
У числі популярних на Карибах напоїв — різні види рому, імбирне пиво, кава, свіжовичавлені соки.

## Кухня Месоамерики
До Колумба в Месоамериці існувало безліч високорозвинених цивілізацій з розвиненим сільським господарством. Не дивно, що кухня месоамериканських індіанців значною мірою вплинула на сучасну кухню центральноамериканських країн, в першу чергу Мексики.
- Гуакамоле
- Мескаль
- Перець чилі
- Пульке або октлі — алкогольний напій з ферментованого соку агави
- Сальса
- Тако
- Тесгуїно — кукурудзяне пиво, священний напій народу тараумара
- Тамале
- Тлакойо (гордіта)
- Позоле
- Моле (соус)
- Тортилья
- Чампурадо — шоколадний напій  [Архівовано 19 листопада 2018 у Wayback Machine.]
- Шоколатль
- Пехелагарто — риба з «крокодилячою» головою, приправлена перцем чилі і лаймом
- Тепаче — ананасове пиво
- Пупуса — товстий кукурудзяний коржик, страва народу піпіль з Сальвадору
- Алегрія — ласощі з розбухлого амаранту з додаванням вареного меду чи соку агави. У стародавні часи з цих ласощів ліпилися фігурки ацтекських богів
- Бальче — ферментований медовий напій народу майя

## Кухня індіанців Південної Америки

### Андійські культури
Включає рецепти народів кечуа, аймара та культури Наска.
- Кіноа
- Смажена морська свинка — поширена в багатьох андійських регіонах, де морську свинку вирощували як домашню тварину протягом принаймні 4000 років
- Смажені зелені томати — цей вид томатів поширений в Перу
- Чича — загальна назва для ряду місцевих сортів пива Південної Америки. В Амазонії найбільш поширеним сировиною є маніок, використовуються також амарант, кіноа, арахіс, картопля, кока та ряд інших інгредієнтів.
- Чича-морада — перуанський солодкий неферментований напій, виготовляється з червоної кукурудзи, фруктів та прянощів.
- Колада-морада — густий і пряний фруктовий напій на основі андійської чорниці, зазвичай використовується в день мертвих у Еквадорі. Зазвичай подається разом з guagua de pan, хлібом у формі запеленаного немовляти, який в доколумбових часів виготовлявся з кукурудзяного борошна; в інших регіонах хліб може мати іншу форму.
- Чаркі — тип в'яленого м'яса
- Уміта — страва, яка нагадує сучасний тамале. Дуже ситна суміш з кукурудзи, зелені та цибулі, готується обгорнутою в кукурудзяне листя. Назва — сучасного походження і пов'язана з формою цієї страви.
- Севіче — морепродукти, замариновані в кислому соку цитрусових (наприклад, лайму).
- Канча/Тостадо — смажена подрібнена жовта кукурудза
- Льяхуа — болівійська сальса
- Льяпінгачо — пиріжки з картопляного борошна, Еквадор
- Мате-де-кока
- Пачаманка — печеня, приготована в печі «хаутіа» (hautía)
- Патаска — гостра печеня з вареної кукурудзи, картоплі та сушеного м'яса.
- Сараяка — спиртовий напій з кукурудзи[6].

### Інші американські культури
- Ангу — бразильський кукурудзяний суп, який отримав поширення в італійській кухні під назвою «полента»
- Лапачо або таібо — лікувальний настій з кори
- Мате — напій, схожий на чай, що виготовляється з рослини під тією ж назвою; слово походить з мови гуарані
- Арепа — кукурудзяний хліб, створений аборигенами Колумбії та Венесуели
- Кауїм — ферментований напій на основі кукурудзи або маніоку, яка обробляється ферментом з людської слини. Традиційно вживається народом тупінамба та деякими іншими корінними народами Бразилії
- Куранто — чилійська печеня, готується в земляній печі. Страва походить від народу чоно, що проживає на острові Чилое
- Меркен — порошок індіанського перцю, традиційно використовується народом мапуче
- Піра кальдо — парагвайський рибний суп
- Чипа — традиційний для Парагваю хліб з кукурудзяного або маніокового борошна

## Кухонне приладдя

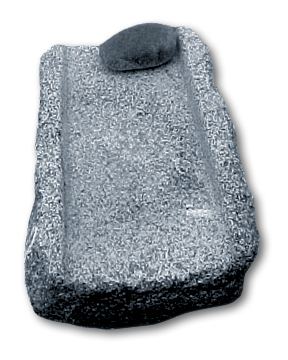
Метате і мано

Ранні кухонні приладдя, в тому числі ножі, ложки, тертки і кухонні дошки, виготовлялися з природних матеріалів, таких, як камені або кістки тварин. З висушених гарбузів робили посудини, ложки, черпаки та контейнери. У багатьох народів Америки також існували гончарні традиції, що дозволяло їм виготовляти найрізноманітніше керамічне кухонне приладдя. Аристократія андських і месоамериканських культур використовувала посуд і приладдя із золота, срібла, міді та інших цінних матеріалів.
- Молінільйо — месоамериканський вінчик для збивання пінки на какао
- Метате — кам'яна тертка, яка використовувалася разом з каменем «мано», наприклад, для відбивання м'яса. Досить часто зустрічається в археологічних розкопках в Коста-Риці
- Молькахете — чаша з базальту, використовувалася як ступка
- Батан — андійська тертка, використовувалася разом з невеликим каменем «Унья»
- Паїла — андійський керамічний кубок
- Куйя, посудину з гарбуза, використовувався для пиття мате
- Бурен — керамічна сковорода, використовувалася народом таїно